# Куликово (Добрянский район)
Куликово — деревня в Добрянском районе Пермского края. Входит в состав Перемского сельского поселения.

## Географическое положение
Деревня расположена на реке Порозовка, примерно в 13 км к северо-западу от административного центра поселения, села Перемское. Автомобильная дорога Пермь — Березники проходит примерно в 2,5 км к востоку от деревни.

## Население
| 2010 |
| ---- |
| 8    |

## Топографические карты
- Лист карты O-40-42 Чёлва. Масштаб: 1 : 100 000. Состояние местности на 1982 год. Издание 1988 г.